# Luigi Maria Veronesi
Luigi Maria Veronesi (Verona, 1899 – 1987) è stato un pittore e incisore italiano.

## Biografia
Iniziati gli studi a Verona, all'Accademia di belle arti Cignaroli, ha poi frequentato l'istituto di belle arti e l'Accademia di belle arti di Venezia.
Frequentò un corso speciale di figura con Ettore Tito, di paesaggio con Guglielmo Ciardi e di incisione con Emanuele Brugnoli.
Partecipò alla prima guerra mondiale come Capitano degli Alpini, dove ricevette la Croce al merito di guerra, per poi essere nominato Cavaliere ad merito della Repubblica Italiana.
Partecipò alla Quadriennale di Roma nel 1965-66. Una sua opera, Canale a Mazzorbo, è esposta alla Pinacoteca comunale Silvestro Lega di Modigliana.